# Eurolang
Eurolang és una llengua artificial internacional creada per Philip Hunt entre 1995 i 1998 per ser un idioma per a la Unió Europea. L'autor especificava com un criteri del disseny que l'idioma havia de ser molt fàcil d'aprendre per als europeus. En contrast amb altres idiomes com l'esperanto, Eurolang inclou moltes paraules prestades directament de l'anglès.
Actualment no es coneix cap comunitat de parlants actius d'Eurolang. La pàgina del web de l'autor en què descrivia la llengua ha desaparegut de la xarxa.

## Espècimen
Eurolang est actifacta lang, qui me creatab estar comuna 2a lang per la Europa Unized (EU). Its word-list est baseda super England-lang, Deutsh-lang, France-lang, Italia-lang, Espanja-lang et Latin. Me desinab it estar facila lernar et usar.
Detail est, que lernabera Europa person, qui deja sav un or plus un de da langs, probablae pos lectar Eurolang (no tropa usation de dictionary), si ge est lernabera it per 2 days. Evidentae, facation it est plus unfacila rel lection it.